# 額葉
額葉（Frontal Lobe）是脊椎動物的腦的一部分，位於腦的前半部（顶叶前方、颞叶上方），在人類大腦當中，比起其餘腦中的「葉」，這是最大的一部分，而有些動物的腦幾乎不存在額葉。
这个结构和人類語言的形成、語言表達（布若卡氏区）、自主意識以及隨意肌的控制有关。

## 结构
从解剖学角度来看人脑，额叶与顶叶以中央沟分界。而外侧沟则将额叶与颞叶一分为二。
额叶可以分为侧部、额极部、眶部、和内部。每个部位由其各个脑回组成。
- 侧部脑回：额上回侧部、额中回、额下回。
- 额极部脑回：横断额极回、额缘回。
- 眶部：横向轨道回、前轨道回、后轨道回、内侧轨道回、直回
- 内部：额上回内侧、扣带回

## 功能
額葉在自主行为中產生重要作用。负责譬如行走等行为的运动皮质就位于额叶中。额叶的作用包括判斷当前行为的后果，各種行為之間的抉擇（更好、更坏、最好、最坏），控制、压制对于社会来说不可接受的反应以及分辨事物之间同异。
额叶在整合大脑中非任务性长期记忆中扮演关键角色。这些记忆通常来自边缘系统输入而产生的情绪，额叶修葺这些情绪以便其与社会规范大致相符。测量额叶功能的心理学测试一般包括手指敲击（目的是检验其自主行为）、威斯康辛卡牌分类测试以及语言、计数能力等。

## 临床意义

### 额叶损伤
短暂性脑缺血发作和中风是65岁或以上人士额叶损伤的主要诱因。这两项损伤可能是脑动脉中的动脉瘤破裂从而导致通往大脑的血流的阻塞造成的。其他造成损伤的因素包括外伤性脑损伤所导致的伴生事故，阿尔茨海默病、帕金森以及额叶癫痫。

### 症状
额叶遭受损伤的病人或许明白如何适当地对特定情境做出反应，但在实际生活中却对同样情境做出不当反应。个人所感受的情感可能无法通过面部和声音表示出来。例如：开心时不会微笑、声音听起来不带情感。但与此同时，病人有时又会展现出无根据的、过度的情感表达。中风患者中常有抑郁症伴随并影响了许多病人，随抑郁而来的则是生活积极性的减退和丧失，他们可能不想完成日常工作或者觉得“没劲”。与病人亲近的人们可能会觉得病人的人格有所改变。这类人格变化是额叶损伤的典型表现，费尼斯·盖吉便是一例。额叶负责人的管控功能如：未来规划、判断、决策能力、注意力时长以及抑制力，若额叶受损，以上能力将会大幅减退。
虚构症是另一项额叶损伤症状，稍少见。病人常给出虚假信息并认为这些信息是真实的，且他们记不起具体信息是什么。有些病人的病例中伴有非典型的“欢愉”感。这些症状通常见于右额叶损伤的病人中。
另一不常见的症状是二重性记忆错误，病人会认为他们目前居住的地方是另一处居所的复制版。额叶损伤所造成的替身综合征会使病人认为友人、亲戚或者他人被另一完全相同的替身所替代了。后者也见于额叶神经混乱的精神分裂症患者。

## 相关病症
- 额叶功能低下

## 外部連結
- head and neck（頭頸部）-大腦溝與迴（cerebral gyru and sulcus） （页面存档备份，存于）